# Baškirský kůň
Baškirský kůň se zdá být původním prastarým typem, který se vyvinul v chladném klimatu. V poslední době však byla k baškirům přikřížena některá cizí plemena, aby zvýšila jejich výkonnost a kvalitu.
Baškirský kůň neboli baškir patří zcela jistě mezi nejpodivuhodnější plemena koní na světě. Již odedávna je chován na jižních svazích Uralu v povodí řeky Belaja (přítok Kamy) na přilehlých stepích národem Baškirů. Těm slouží jako univerzální dopravní prostředek – jezdecký kůň, soumar i tažný kůň k saním či povozům. Z mléka se vyrábí alkoholický kumys.
Baškir má rysy koně chladného klimatického pásma – podsadité tělo, větší hlavu s malými nozdrami, krátké nohy a ocas těsně přiléhající k zádi. Na zimu se mu kromě husté podsady tvoří i souvislá tuková vrstva, která výborně izoluje tělo od chladu. Na nohou mají baškirové velice malé, měkké kaštánky. Jejich krev má poněkud jiné složení než krev ostatních koní, také srdce a dýchací orgány mají větší výkonnost než u jiných plemen. Nejmarkantnějším zvláštním znakem je však dlouhá kudrnatá zimní srst, která vytváří přiléhavé lokýnky podobné těm, jaké mají karakulské ovce. Většina kudrlinek je tvořena chlupy dlouhými až 15 cm. Letní srst je však krátká a rovná.
V současné době[kdy?][kde?] žije v USA 1100 registrovaných takzvaných  "kudrnatých" koní, jak je tam nazývají. V zimě je tu dokonce čistí vysavači, aby se zlepšily izolační vlastnosti jejich srsti. Baškirové používají srst i žíně z ohonu a hřívy k výrobě látek, ze kterých si vyrábějí oděvy.

## Charakter a péče
Baškir je zcela mimořádně otužilý, tvrdý kůň, který je vždy ochotný pracovat a má mírnou, přátelskou povahu. A velice dobrý je i k dětem.

## Baškirský kůň dne
Ve své vlasti je baškirský kůň využíván skutečně všestranně – slouží jako dopravní prostředek. Horský typ baškira je menší než typ stepní, který se lépe hodí do zápřeže. Americký "kudrnatý" baškir se využívá hlavně k vytrvalostním závodům na výstavách.

## Všeobecná charakteristika

### Stavba těla
Zavalitý kůň s tělesnou stavbou výrazně přizpůsobenou chladnému klimatu.
Hlava je velká, těžkého vzhledu. Americký baškir byl prošlechtěn, aby měl hlavu ušlechtilejší a menší. Uši jsou velice krátké, hrotité, oči posazené daleko sebe, mírné, inteligentní, profil rovný, nozdry malé, ale široce otevřené. Výška je okolo 140 cm.

### Barva
Obvykle se vyskytují hnědáci, ryzáci nebo izabely, vcelku zřídka i zbarvení appaloosy.
Baškir je proslavený svou dlouhou kudrnatou zimní srstí a neuvěřitelnou otužilostí, která mu pomáhá přežít v drsných podmínkách Uralu.